# International Relations Theory and the Third World
International Relations Theory and the Third World (“Teoría de las relaciones internacionales y el Tercer mundo”) es una colección de ensayos acerca de —valga la redundancia— la teoría de las relaciones internacionales desde la perspectiva de los actores de poder débiles. El libro fue editado por Stephanie G. Neuman, profesora adjunta de la School of International and Public Affairs (SIPA) de la Universidad de Columbia, y fue publicado en 1998 por St. Martin's Press. El libro estuvo entre las primeras grandes publicaciones en tratar extensamente con la teoría del llamado Tercer mundo. Reúne textos de Mohamed Ayoob (Universidad Estatal de Míchigan), Carlos Escudé (Universidad del CEMA), Steven R. David (Universidad Johns Hopkins), Kal J. Holsti (Universidad de la Columbia Británica), Donald J. Puchala (Universidad de Carolina del Sur), Amitav Acharya (American University) y Barry Buzan (London School of Economics), entre otros. 